# 大阪王将

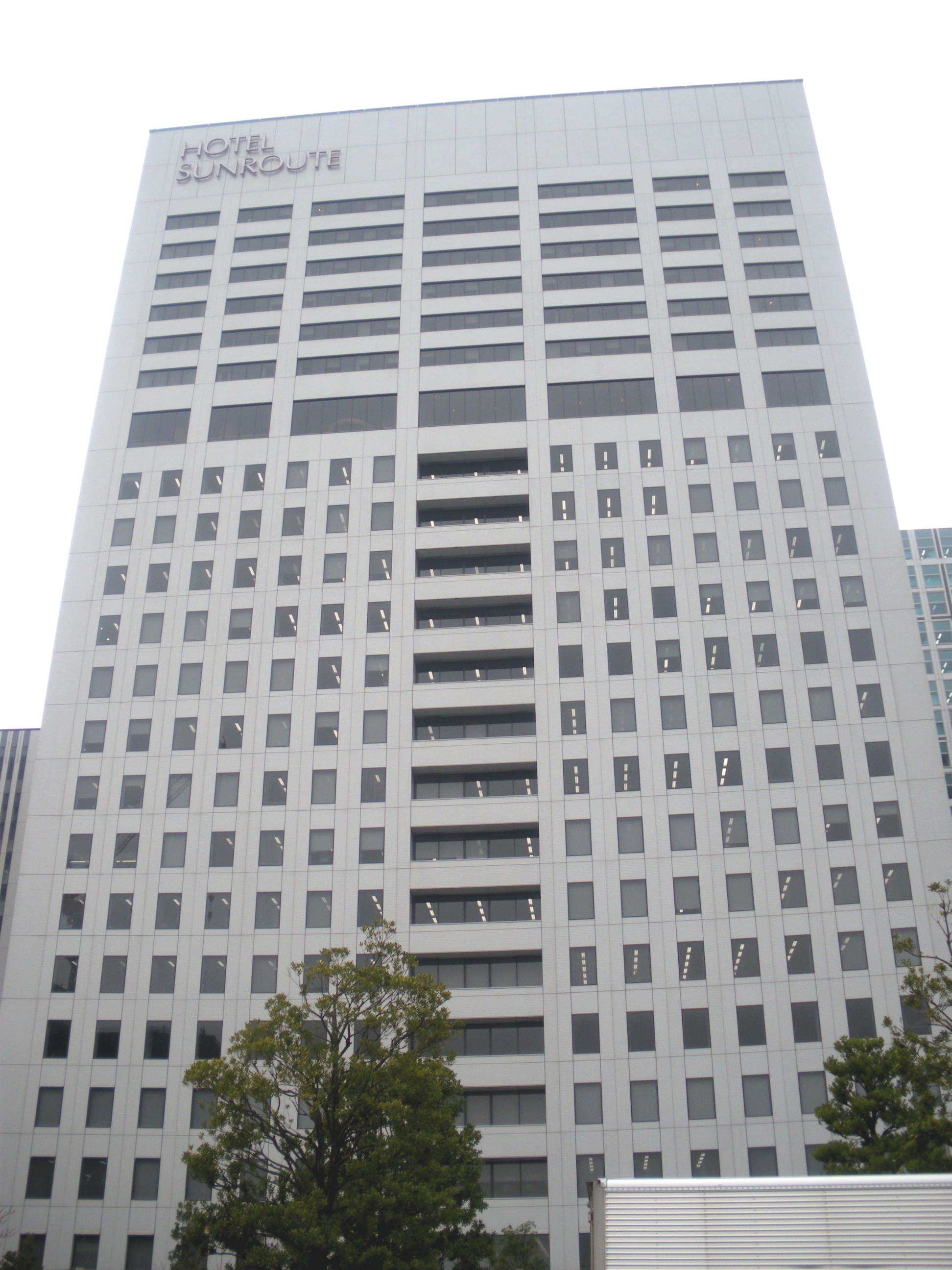
本社所在地の品川シーサイドイーストタワー

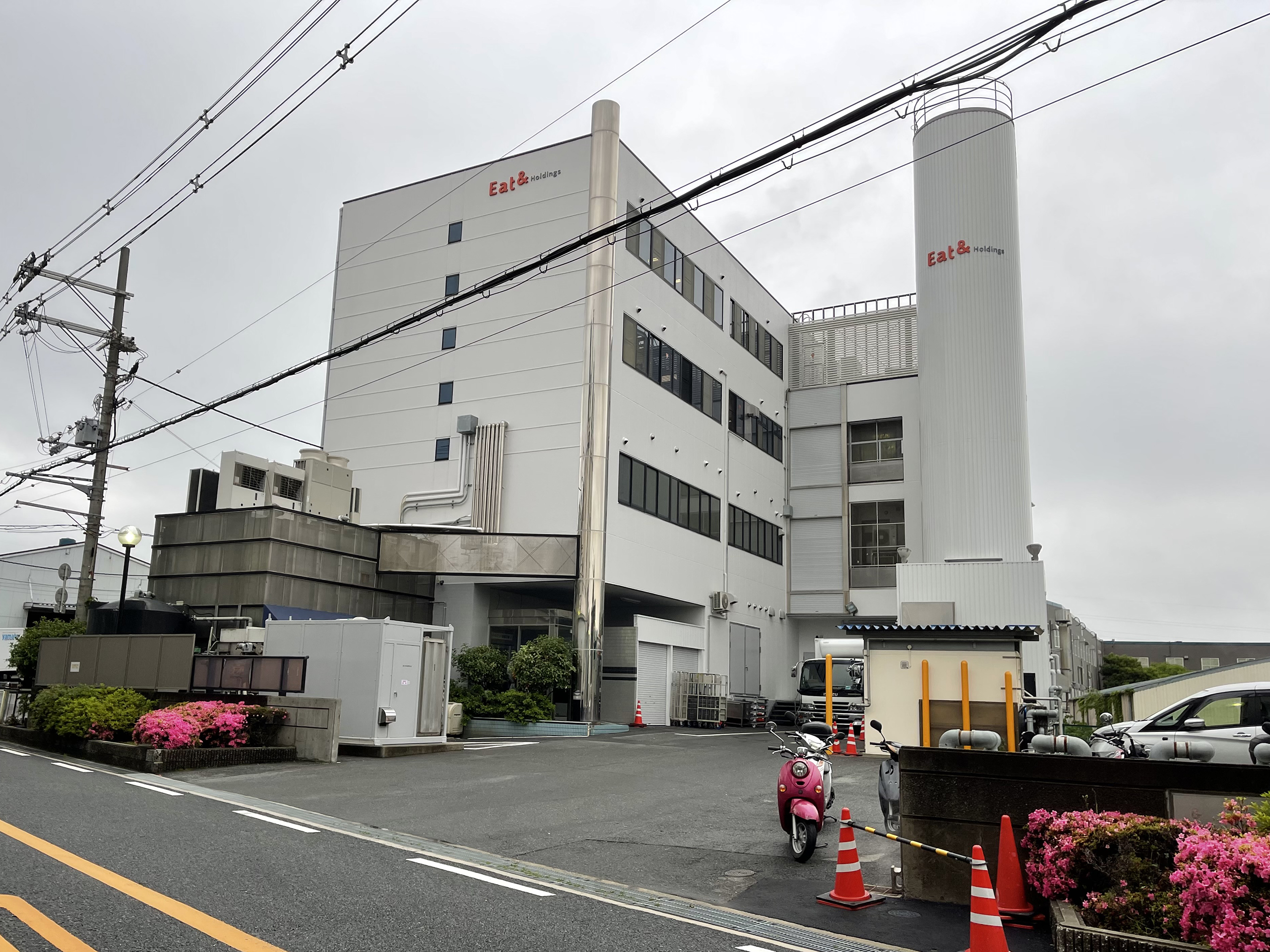
本店所在地のイートアンドホールディングス関西工場

大阪王将（おおさかおうしょう）は、イートアンドホールディングスの子会社である株式会社大阪王将が日本を中心に世界に展開している日本の中華料理店チェーンである。餃子の王将ののれん分けに端を発するが、両社間の係争もあり、1985年より現在の名称となる。

## 概要
王将フードサービスの創業者である加藤朝雄と親類にあった文野新造が、餃子の王将からのれん分けする形で、1969年9月に大阪府大阪市都島区京橋で営業を開始。1号店はJR京橋駅近くの裏通りにオープンし、当時のメニューは、餃子、チャーハン、ラーメンの3品であったが、無料試食券などの販促により、連日学生たちが押し寄せ繁盛していたという。
1号店開業から半年後の1970年には、業務形態を「餃子専門店」に変更。メニューを餃子1品に絞り、「大阪初の餃子専門店チェーン」を謳い、チェーン展開を開始した。1977年8月に大阪王将食品株式会社（現・イートアンドホールディングス）として法人化し、同時にチェーン展開を本格化させた。1982年には総店舗数100店舗を達成。1988年には日本全国展開。2004年より香港1号店の開店を機に日本国外に進出。現在に至る。
また、『大阪王将』ブランドでの冷凍食品を生協および市販で販売している他、2017年よりカット野菜や仕込み済み食材の使用による調理作業の効率化、調理機械やタブレット端末の導入を直営店舗で試験的に実施。2018年にはフランチャイズ店舗への導入を予定している。

## 商標問題
大阪王将は餃子の王将からのれん分けした創業初期の頃、『餃子の王将』を店舗名としてそのまま使用していたが、餃子の王将の営業区域である京都府に出店したことにより商標の使用を巡って裁判となり、1985年12月2日、店舗名を現在の『大阪王将』に改めることで一時は和解に至った。
しかし、2005年12月、運営会社のイートアンドは商標とその指定商品の類似を理由に、餃子の王将を運営する王将フードサービスを相手取り、『餃子の王将』の商標登録を無効とする審判を特許庁に請求。特許庁は当時王将フードサービス側が使用していた商標2つのうち一つは一部無効、もう一つは非類似のため請求不成立の審決を下したが、これに対し両者はそれぞれの審決結果を不服として提訴。2007年7月19日、知的財産高等裁判所は特許庁の審決を2つとも取り消し、訴訟の費用については両者側がそれぞれ負担するという判決を下した。

## 沿革
- 1969年（昭和44年）9月 - 文野新造が、大阪市都島区京橋にて1号店をオープン。
- 1970年（昭和45年）
  - 1月 - 店舗形態を餃子専門店に変更[3]。
  - 3月 - 「大阪発の餃子専門店チェーン」として立ち上げ[3]。
- 1971年（昭和46年）9月 - 浪速フードがフランチャイズ加盟[12]。
- 1982年（昭和57年）- 総店舗数100店舗を達成[3]。
- 2001年（平成13年）4月 -「大阪王将」の名を冠した初の市販用冷凍食品「大阪王将餃子」が販売開始[13]。
- 2003年（平成15年）11月 - 東京都新宿区に新宿店がオープン、関東圏に進出[3]。
- 2004年（平成16年）
  - 1月 - 全国展開を開始[3]。
  - 12月 - 香港1号店がオープン、海外に進出[3]。
- 2005年（平成17年）3月 -『大阪王将』ブランドの市販用冷凍食品「たれ付餃子」が発売開始[13]。
- 2006年（平成18年）6月 - 総店舗数150店舗を達成[3]。
- 2009年（平成21年）
  - 6月 - 具志川メインシティ店がオープン、沖縄県に進出[3]。
  - 7月 - 総店舗数200店舗を達成[3]。
- 2011年（平成23年）
  - 4月 - 北9条店がオープン、北海道に進出[3]。
  - 12月 - 総店舗数300店舗を達成[3][14]。
- 2012年（平成24年）
  - 4月 - 韓国1号店がオープン[15][16]。
  - 5月 - 「大阪王将」ブランドのお取り寄せ用冷凍食品「こだわり餃子」および市販用冷凍食品「たれつき餃子」、調味料商品「餃子のたれ」がモンドセレクションにおいてそれぞれ銀賞・銅賞を受賞[17][18]。
  - 8月 - タイ1号店がオープン[3][19]。
  - 11月 - シンガポール1号店がオープン[3]。
- 2013年（平成25年）8月9日 - 東京オフィスを東京ヘッドオフィスに、本社を大阪オフィスに変更し、事実上東京に本社を移転
- 2014年（平成26年）
  - 2月 - フィリピン1号店がオープン[3]。
  - 6月2日 - 宅配専門店舗「渋谷南店」「三田店」がオープン[20]。
  - 8月 - 『大阪王将』ブランドの市販用冷凍食品「羽根つき餃子」が発売開始[13]。
  - 11月 - 『大阪王将』ブランドの市販用冷凍食品「ぷるもち水餃子」が第4回食品産業技術功労賞において「商品・技術部門」を受賞[21][22][23]。
- 2015年（平成27年）
  - 4月7日 - 『大阪王将』ブランドの市販用冷凍食品「羽根つき餃子」「鰹仕立ての焼き餃子」「ぷるもち水餃子」がモンドセレクションにて、それぞれ金賞・銀賞を受賞[24]。
  - 8月 - ミャンマー1号店がオープン[3]。
- 2016年（平成28年）
  - 3月 - ベトナム1号店がオープン[3]。
  - 4月12日 - 『大阪王将』ブランドの市販用冷凍食品「羽根つき餃子」がモンドセレクションにて2年連続の金賞を受賞[25]。
  - 9月 - 台湾1号店がオープン[3]。
- 2017年（平成29年）
  - 4月11日 - 『大阪王将』ブランドの市販用冷凍食品「羽根つき餃子」がモンドセレクションにて3年連続の金賞を受賞[26]。
  - 5月 - インドネシア1号店がオープン[27][28]。
- 2019年（平成31年）
  - 3月 - 焼肉と中華料理を提供する新業態となる「札幌王将苑」1号店を札幌市豊平区西岡に出店（旧・大阪王将西岡店。運営会社はそのままであるため事実上のリニューアルオープン）[29]。
- 2020年（令和2年）10月1日 - 持株会社体制へ移行。イートアンドが株式会社イートアンドホールディングスへ商号変更。株式会社大阪王将が事業を承継[30]。
- 2021年（令和3年）6月18日 - 初の試みとして居酒屋チェーン「つぼ八」と一店舗を共同運営する西脇店（兵庫県西脇市）をオープン[31]。

## 店舗展開
現行店舗については「大阪王将 店舗検索」を参照。

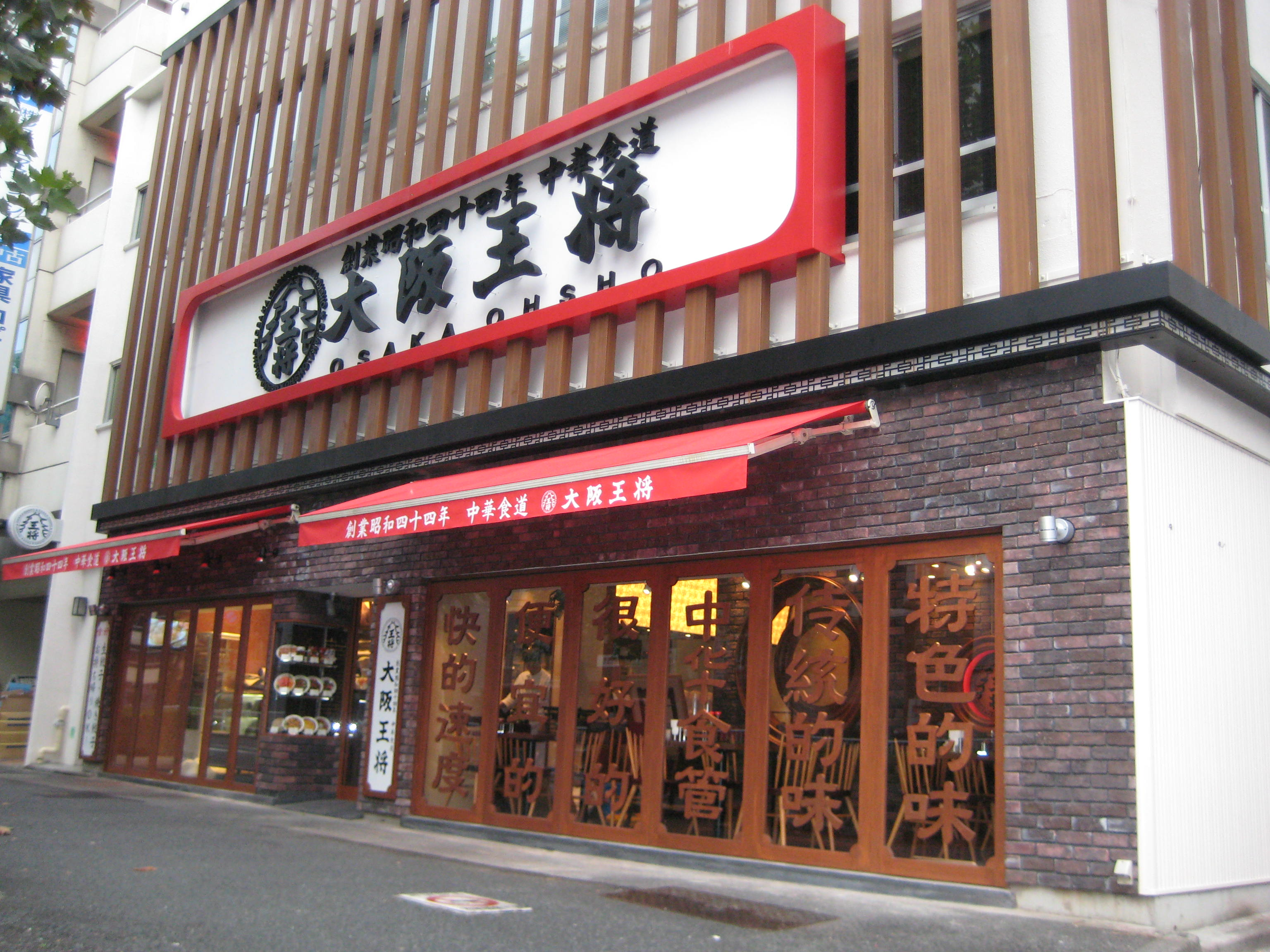
大阪王将岩本町店。隣に王将フードサービス東京事務所がある

2024年4月14日時点では、日本全国に329店舗が展開されているが、栃木県・山梨県には未出店。また山形県・岐阜県・三重県・長崎県からは撤退しており店舗が存在しない。中国・台湾・ミャンマー・シンガポール・インドネシア・ベトナム・フィリピン・タイの8か国・地域にそれぞれ出店している。かつては韓国に出店していたこともある。
東京都内には店内に飲食スペースを設けず、テイクアウトと宅配専門の店舗が数店舗存在する。ただし、白山店（東京都文京区）は宅配専門店としながらも店内に飲食スペースを設けて店内での飲食も可能。
兵庫県西脇市の西脇店では居酒屋チェーン「つぼ八」と同一店舗を共同運営するシェアレストランのスタイルを取っている。同場所でつぼ八を運営しているフランチャイジー企業が神戸市などで大阪王将のフランチャイズ展開も行っていたことから、つぼ八の店舗を改装しシェアレストランとしてリニューアルした。
浪速フードがフランチャイジーとして運営する店舗については直営店とは異なる独自のメニューで営業が行われている。

## メニュー

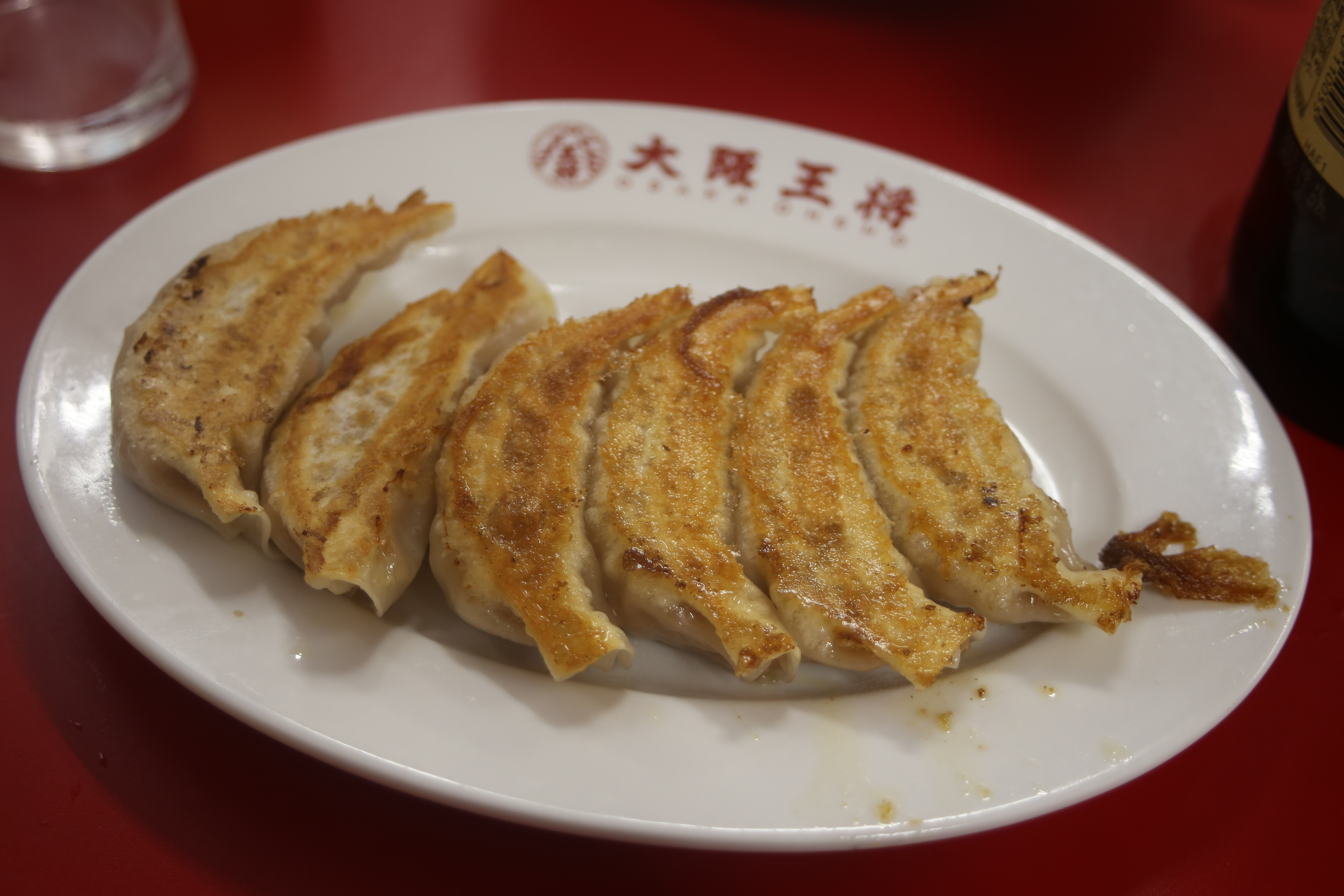
大阪王将の餃子

餃子を中心に、ご飯もの（天津飯やチャーハンなど）、ラーメン、一品料理といったメニューを提供している。特に看板メニューである餃子には、普通のものよりにおいの成分を少なくしたニンニクが使用されている。これは、収穫後に独自製法の肥料に漬けることにより、においの素となるアリインの酵素反応を抑え、においの発生を減らしたものであり、2012年より大阪王将を含めたイートアンド運営の飲食店で使用されている。また、大阪王将で提供される餃子は、具と皮が別々の状態で納品され、店舗で手巻きで作られている。また、餃子を包む際には手離れを素早く行い、劣化を防ぐためにヒダも一つだけと定められている。

## CM
2021年9月より、イメージキャラクターとしてモデル・タレントの香里奈を起用しているCM一覧サイト。過去には、モデル・タレントの鈴木奈々や、歌手の錦野旦を起用していたこともある。トミーズ（両方）と宇都宮まきが出演していた大阪王将CM「餃子家族」は現在でもCM曲として流している店もある。

### CMへのクレーム
2017年10月に市販用冷凍食品「大阪王将 羽根つき餃子」のCM『これは羽根つき』篇が放送された際、同CMに出演する鈴木奈々が脚を大きく開いて腰を回す場面があることに対し、視聴者から「下品」または「不快」だとする苦情の声が上がり、一部で「餃子の王将」との混同も発生した。

## 不祥事

### フランチャイズ店舗の衛生状態を巡る告発
2022年7月、ファイブエム商事が運営する仙台中田店の元従業員を名乗る人物が、同店の食器や調理器具、冷蔵庫から恒常的にナメクジが発生していたこと、ホールにゴキブリが出没することもあったことなど衛生面に問題があったことをTwitter上にて告発。更に、店内で野良猫を飼っており、従業員が抱っこをした後にそのまま調理していたことや、豆腐を常温で保存しており、腐った状態のまま麻婆豆腐を提供していたことなども併せて告発している。大阪王将は同月25日に公式サイト上で謝罪を発表し、仙台中田店及び同じくファイブエム商事が運営する仙台西多賀ベガロポリス店を当面の間、臨時休業することとした。同日にはファイブエム商事も公式サイト上に謝罪文を掲載した。その後、大阪王将は2022年8月26日にファイブエム商事とのフランチャイズ契約を解除し、仙台中田店と仙台西多賀ベガロポリス店の2店を同日付で閉店することを発表した。
なお、ファイブエム商事はSNSへの投稿により業務を妨害されたとして、2023年12月に宮城県警察に被害届を提出。2024年2月に元従業員を威力業務妨害の疑いで逮捕している。同年3月5日、仙台地検は男を偽計業務妨害罪で起訴した。投稿写真に写っていたナメクジは1匹だが、大量にいるとした点が人を欺く行為に当たると判断し、地検は罪名を変更したとみられる。同年5月9日、仙台地検は男を店長に対する侮辱、名誉毀損の罪で追起訴した。同年10月24日、仙台地裁は男に懲役1年の実刑判決を言い渡した。